# 시오미 산세이
시오미 산세이(塩見 三省, 1948년 1월 12일 ~ )는 일본의 배우이다. 교토부 아야베시 출신으로, 도시샤 대학을 졸업하였다.
1978년 '연극집단 엔'에 입단하였으며 1991년 영화 《12명의 착한 일본인》으로 주목을 받았다. 이후 영화, 드라마를 중심으로 활동하고 있다.

## 출연

### 영화
- 12명의 착한 일본인 (1991)
- 마크스의 산 (1995)
- 러브 레터 (1995) - 카지오야지 역
- 소년우연대 (1996)
- 스왈로우테일 (1996)
- 4월 이야기 (1998)
- GO (2001)
- 냉정과 열정 사이 (2001)
- 피와 뼈 (2004)
- 배터리 (2007)
- 오다기리 조의 도쿄 타워 (2007)
- 스키야키 웨스턴 장고 (2007)
- 붕대 클럽 (2007)
- 크로우즈 제로 (2007)
- 악인 (2010)
- 오빠의 불꽃놀이 (2010)
- 별을 지키는 개 (2011)
- 우주형제 (2012)
- 아웃레이지 비욘드 (2012)
- 북쪽의 카나리아들 (2012)
- 양지의 그녀 (2013) - 마오의 아빠 역
- 한 여름의 방정식 (2013) - 츠카하라 마사스쿠 역
- 아웃레이지 파이널 (2017) - 나카타 역
- 퍼스트 러브 (2019) - 두목 대행 역
- 역으로 가는 길을 알려줘 (2019) - 사야카의 할아버지 역
- 고독한 미식가 더 무비 (2025) - 마츠오 이치로 역 (특별출연)

### 드라마
- 2013년 WOWOW 《빵과 스프, 고양이와 함께 하기 좋은 날》
- 2014년 NHK 대하드라마 《군사 칸베에》 - 모리 코헤에 역
- 2014년 NHK 《은화 두관》